# Willem Zuidwijk
Wilhelmus Maria (Wim) Zuidwijk (Den Haag, 16 december 1933 – Raalte, 5 oktober 2021) was  een Nederlands bestuurder en politicus van de KVP en later het CDA.
Na de mulo ging hij werken bij de gemeente Den Haag en na het vervullen van zijn militaire dienst kwam hij daar terug. Rond 1962 trad hij in dienst bij de provincie Zuid-Holland en later maakte hij de overstap naar de provincie Utrecht waar hij het bracht tot chef van het kabinet van de commissaris van de koningin. In mei 1971 volgde zijn benoeming tot burgemeester van Raalte wat Zuidwijk tot zijn pensionering eind 1998 zou blijven.
Zuidwijk overleed op 87-jarige leeftijd.